# Aljona Igorewna Sawarsina
Aljona Igorewna Sawarsina (russisch Алёна Игоревна Заварзина, englisch Alena Zavarzina; * 27. Mai 1989 in Nowosibirsk, Russische SFSR, Sowjetunion) ist eine russische Snowboarderin. Ihr größter Erfolg ist der Weltmeistertitel 2011 im Parallel-Riesenslalom.

## Werdegang
Sawarsina begann ihre Karriere 2003 mit der Teilnahme an russischen Meisterschaften und FIS-Rennen.

### Weltcupdebüt 2006
Ihr Debüt im Snowboard-Weltcup hatte sie am 13. Oktober 2006 in der Skihalle von Landgraaf, wo sie Platz 31 erzielte. Ansonsten kam sie in diesem Winter weiterhin in FIS-Rennen und im Europacup zum Einsatz. Im Winter 2007/08 stand sie im Europacup viermal auf dem Podest, davon dreimal als Siegerin.
Bei den Juniorenweltmeisterschaften 2008 in Valmalenco gewann sie eine Bronzemedaille. Fünf weitere Europacup-Podestplätze, davon ein Sieg, folgten im Winter 2008/09. Hinzu kam eine Silbermedaille bei den Juniorenweltmeisterschaften 2009 in Nagano.
Der Durchbruch an die Weltspitze gelang Sawarsina im Winter 2009/10. Ihr erstes Weltcuprennen gewann sie am 17. Dezember 2009 in Telluride. Fünf Wochen später gelang ihr in Stoneham ein zweiter Platz.

### Olympische Winterspiele 2010
Sie qualifizierte sich für die Olympischen Winterspiele 2010, wo sie auf Platz 17 fuhr. Im Winter 2010/11 resultierten zwei weitere zweite Plätze im Weltcup. Zum Abschluss der Saison gewann sie bei den Snowboard-Weltmeisterschaften 2011 in La Molina etwas überraschend die Goldmedaille im Parallel-Riesenslalom, vor den Österreicherinnen Claudia Riegler und Doris Günther.
In der Weltcupsaison 2011/12 kam Sawarsina nicht über einen achten Platz hinaus. Seit 2011 ist sie mit dem US-amerikanischen Snowboarder Vic Wild verheiratet, der dann auch die Nationalität wechselte.

### Olympische Winterspiele 2014
Bei den Olympischen Winterspielen 2014 in Sotschi holte sie Bronze im Parallel-Riesenslalom.
In der Saison 2016/17 erreichte Sawarsina bei neun Weltcupteilnahmen, sieben Top-Zehn-Platzierungen. Dabei siegte sie in Bansko und in Pyeongchang jeweils im Parallel-Riesenslalom. Zudem errang sie im Parallel-Riesenslalom in Carezza den dritten Platz und gewann zum Saisonende den Parallel-Riesenslalom-Weltcup. Im Parallel-Weltcup kam sie auf den zweiten Platz.
Beim Saisonhöhepunkt, den Snowboard-Weltmeisterschaften 2017 in der Sierra Nevada holte sie die Bronzemedaille im Parallelslalom und errang im Parallel-Riesenslalom den fünften Platz.

### Olympische Winterspiele 2018
Bei den Olympischen Winterspielen 2018 in Pyeongchang kam sie im Parallel-Riesenslalom bis ins Halbfinale, wo sie gegen Selina Jörg unterlag. Im kleinen Finale um Bronze verlor sie gegen Ramona Theresia Hofmeister aus Deutschland und wurde damit Vierte.

## Erfolge
Olympische Spiele
- 2010 Vancouver: 17. Parallel-Riesenslalom
- 2014 Sotschi: 3. Parallel-Riesenslalom
- 2018 Pyeongchang: 4. Platz Parallel-Riesenslalom

Weltmeisterschaften
- 2009 Gangwon: 21. Parallel-Riesenslalom
- 2011 La Molina: 1. Parallel-Riesenslalom, 32. Parallelslalom
- 2013 Stoneham: 5. Parallel-Riesenslalom, 9. Parallelslalom
- 2015 Kreischberg: 2. Parallel-Riesenslalom, 5. Parallelslalom
- 2017 Sierra Nevada: 3. Parallelslalom, 5. Parallel-Riesenslalom

Weltcup
- 13 Podestplätze, davon 4 Siege:

| Nr. | Datum             | Ort         | Disziplin             |
| --- | ----------------- | ----------- | --------------------- |
| 1.  | 17. Dezember 2009 | Telluride   | Parallel-Riesenslalom |
| 2.  | 6. März 2016      | Winterberg  | Parallelslalom        |
| 3.  | 5. Februar 2017   | Bansko      | Parallel-Riesenslalom |
| 4.  | 12. Februar 2017  | Pyeongchang | Parallel-Riesenslalom |

Juniorenweltmeisterschaften
- 2008 Valmalenco: 3. Parallel-Riesenslalom, 6. Parallelslalom
- 2009 Nagano: 2. Parallelslalom, 9. Parallel-Riesenslalom

Europacup
- 10 Podestplätze, davon 4 Siege

## Weltcup-Gesamtplatzierungen
| Saison  | Gesamt | Gesamt | Parallel | Parallel | Parallel-Riesenslalom | Parallel-Riesenslalom | Parallelslalom | Parallelslalom |
| Saison  | Punkte | Platz  | Punkte   | Platz    | Punkte                | Platz                 | Punkte         | Platz          |
| ------- | ------ | ------ | -------- | -------- | --------------------- | --------------------- | -------------- | -------------- |
| 2006/07 | 28     | 136.   | 28       | 59.      | –                     | –                     | –              | –              |
| 2007/08 | –      | –      | –        | –        | –                     | –                     | –              | –              |
| 2008/09 | 40     | 160.   | 40       | 53.      | –                     | –                     | –              | –              |
| 2009/10 | 3331   | 11.    | 3331     | 8.       | –                     | –                     | –              | –              |
| 2010/11 | –      | –      | 2168     | 11.      | –                     | –                     | –              | –              |
| 2011/12 | –      | –      | 1490     | 17.      | –                     | –                     | –              | –              |
| 2012/13 | –      | –      | 1970     | 12.      | 1056                  | 14.                   | 940            | 10.            |
| 2013/14 | –      | –      | 254      | 34.      | 196                   | 26.                   | 58             | 43.            |
| 2014/15 | –      | –      | 2338     | 13.      | 558                   | 20.                   | 1780           | 9.             |
| 2015/16 | –      | –      | 2230     | 8.       | 580                   | 13.                   | 1650           | 6.             |
| 2016/17 | –      | –      | 4500     | 2.       | 3900                  | 1.                    | 600            | 14.            |
| 2017/18 | –      | –      | 4720     | 6.       | 3430                  | 5.                    | 1290           | 6.             |